# 187
Правління Коммода в Римській імперії.
У Китаї править династія Хань, в Індії — Кушанська імперія. Триває повстання жовтих пов'язок.

## Події
- Септімій Север стає легатом у Галлії. Він бере в дружини Юлію Домну.
- У Римі спалахує епідемія.
- Клодій Альбін здобуває перемогу над германським племенем хаттів.

## Народились
- Цао Пі